# Leptobrachium hendricksoni
Espèce
Statut de conservation UICN

 LC  : Préoccupation mineure
Leptobrachium hendricksoni est une espèce d'amphibiens de la famille des Megophryidae.

## Répartition
Cette espèce est endémique de l'Asie du Sud-Est. Elle se rencontre :
- sur l'île de Bornéo en Malaisie orientale dans l'État du Sarawak ;
- sur l'île de Sumatra en Indonésie ;
- dans la péninsule Malaise en Malaisie péninsulaire et en Thaïlande.

## Étymologie
Cette espèce a été nommée en l'honneur de John Roscoe Hendrickson (1921-2002) qui a obtenu les premiers spécimens.

## Publication originale
- Taylor, 1962 : The Amphibian Fauna of Thailand. University of Kansas Science Bulletin, vol. 43, no 8, p. 265-599 (texte intégral).